# Hemiphyllodactylus nahangensis
Thạch sùng dẹp Na Hang (tên khoa học: Hemiphyllodactylus nahangensis) là một loài thuộc họ tắc kè. Đây là loài động vật đặc hữu của Việt Nam.
Mẫu vật Thạch sùng dẹp Na Hang được tìm thấy năm 2020 tại khu karst đá vôi thấy xã Sinh Long, huyện Na Hang, Tuyên Quang.